# 9405 Johnratje
9405 Johnratje è un asteroide della fascia principale. Scoperto nel 1994, presenta un'orbita caratterizzata da un semiasse maggiore pari a 2,8738201 UA e da un'eccentricità di 0,0660993, inclinata di 2,72945° rispetto all'eclittica.
L'asteroide è dedicato allo statunitense John R. Ratje, direttore dell'Osservatorio Internazionale di Mt. Graham.